# Mali Dol (Chorwacja)
Mali Dol – wieś w Chorwacji, w żupanii primorsko-gorskiej, w mieście Kraljevica. W 2011 roku liczyła 180 mieszkańców.